# Корелкино
Корелкино — деревня в Селивановском районе Владимирской области России, входит в состав Малышевского сельского поселения.

## География
Деревня расположена в 8 км на юго-восток от центра поселения села Малышево и в 27 км на юг от райцентра рабочего посёлка Красная Горбатка.

## История
Деревня впервые упоминается в окладных книгах 1676 года в составе Драчевского прихода, в ней тогда было 25 дворов крестьянских и 7 бобыльских.
В конце XIX — начале XX века деревня входила в состав Драчевской волости Меленковского уезда, с 1926 года — в составе Муромского уезда. В 1859 году в деревне числилось 20 дворов, в 1905 году — 39 дворов, в 1926 году — 45 дворов.
С 1929 года деревня входила в состав Драчевского сельсовета Селивановского района, с 2005 года — в составе Малышевского сельского поселения.

## Население
| 1859 | 1905 | 1926 | 2002 | 2010 | 2021 |
| ---- | ---- | ---- | ---- | ---- | ---- |
| 168  | ↗200 | ↗209 | ↘20  | ↘11  | →11  |